# 近藤倫明
近藤 倫明（こんどう みちあき、1952年9月13日 - ）は、日本の心理学者。専門は、心理学・実験心理学。北九州市立大学元学長。同大学副理事長。

## 略歴
大分県出身。1975年、福岡教育大学教育学部教育心理学卒業。1983年九州大学大学院文学研究科博士後期課程修了
。文学博士取得。1984年〜1987年同大学文学部助手、1987年〜1987年北九州大学文学部講師、1987年〜1994年同大学文学部助教授、1989年〜1990年イギリス（スコットランド）ダンディー大学客員研究員、2006年 〜2010年北九州市立大学副学長、2011年同大学長を経て、同大学副理事長に就任。
視知覚、空間知覚、錯視、奥行知覚に関する研究を行う。
所属学会は、 日本心理学会、日本基礎心理学会、日本視覚学会、日本人間工学会、九州心理学会、日本認知科学会、法と心理学会、日本認知心理学会。

## 研究・論文
- 「現象における奥行き効果の測定」（福岡教育大学紀要、1981年）
- 「表面レイアウトの傾き知覚に関する実験的研究」（九州大学教養部 哲学・心理学科紀要 ｢テオリア｣   第24号 1981年）
- 「両眼融合とヒステリシス」（福岡教育大学紀要、1982年）

## 書籍
- 『眼球運動の実験心理学』（名古屋大学出版会、1993年）
- 『New Horizons in the Study of Gestalt Perception』（Keio University、1996年）
- 『視覚情報処理ハンドブッフ』（朝倉書店、2000年）